# Saint Vincent och Grenadinernas herrlandslag i fotboll
Saint Vincent och Grenadinernas herrlandslag i fotboll debuterade med tre matcher i Prudent Cup 1948 borta mot Trinidad och Tobago, där man förlorade första matchen men sedan fixade två oavgjorda resultat, 1-1 och 2-2.

## Historik
Saint Vincent och Grenadinernas fotbollsförbund bildades 1979 och är medlem av Fifa och Concacaf, liksom det regionala förbundet CFU.
Lagets största merit är silver i Karibiska mästerskapet 1995, efter 0-5 i finalen mot Trinidad och Tobago..

### VM
- 1930 till 1990 - Deltog ej
- 1994 till 2006 - Kvalade inte in

I kvalet till VM i Tyskland 2006 åkte man ut i andra omgången efter förluster mot Mexiko och Trinidad och Tobago samt segrar över Saint Kitts och Nevis.

### CONCACAF mästerskap
- 1963 till 1989 - Deltog ej
- 1991 - Deltog ej
- 1993 - Kvalade inte in
- 1996 - Första omgången
- 1998 - Kvalade inte in
- 2000 - Kvalade inte in
- 2002 - Kvalade inte in
- 2003 - Deltog ej
- 2005 - Kvalade inte in
- 2007 - Kvalade inte in

### Karibiska mästerskapet
- 1989 - Första omgången
- 1990 - Första omgången
- 1991 - Deltog ej
- 1992 - Första omgången
- 1993 - Första omgången
- 1994 - Kvalade inte in
- 1995 - 2:a plats
- 1996 - Första omgången
- 1997 - Kvalade inte in
- 1998 - Kvalade inte in
- 1999 - Kvalade inte in
- 2001 - Kvalade inte in
- 2005 - Kvalade inte in
- 2007 - Första omgången